# Hisao Egawa
Hisao Egawa (江川 央生, Egawa Hisao), né le 13 septembre 1962, est un seiyū.

## Rôles
- Spopovitch dans Dragon Ball Z et Dragon Ball Z Kai
- Pirina dans Dragon Ball Super
- Geki Hyuma dans King of Braves GaoGaiGar
- Ogremon & Mugendramon dans Digimon Adventure
- Falco Lombardi dans série Star Fox et série Super Smash Bros. (voix japonaise)
- Fukusuke Hikyakuya dans Naruto
- Rhinos dans Shining Force Neo
- Venzern dans Growlanser
- Wolf O'Donnell dans Lylat Wars (voix japonaise)
- Killer Bee dans Naruto Shippûden
- Kuroobi dans One Piece